# Evgenij Minaev
Evgenij Gavrilovič Minaev (in russo Евгений Гаврилович Минаев?; Klin, 21 maggio 1933 – Klin, 8 dicembre 1993) è stato un sollevatore sovietico che ha gareggiato nella categoria dei pesi piuma (fino a 60 kg). Ha vinto la medaglia d'argento alle Olimpiadi del 1956 e la medaglia d'oro alle Olimpiadi del 1960 ed è stato campione mondiale ed europeo.

## Biografia
Minaev iniziò ad allenarsi nel sollevamento pesi mentre prestava servizio militare nell'esercito sovietico. Alla sua prima competizione, i Campionati nazionali sovietici del 1956, Minaev batté il record mondiale nella distensione, ma nel totale arrivò solo al quarto posto finale. Ciononostante, fu selezionato per le Olimpiadi di Melbourne 1956 e vinse la medaglia d'argento alle spalle dello statunitense Isaac Berger.
Perse contro Berger anche ai Campionati del mondo del 1958 e del 1961, ma lo batté ai Campionati del mondo del 1957 e del 1962 e, soprattutto, alle Olimpiadi di Roma 1960, in un'epica battaglia durata nove ore.
A livello nazionale, Minaev vinse sette titoli ai Campionati sovietici e divenne anche campione europeo nel 1958, 1960 e 1962, vincendo anche una medaglia d'argento nel 1961. Durante la sua carriera, Minaev stabilì nove record mondiali, di cui otto nella distensione ed uno nel totale.